# 5月16日
5月16日是公历一年中的第136天（闰年第137天），离全年结束还有229天。

## 大事记

### 19世纪以前
- 1204年：在第四次十字軍東征成功佔領君士坦丁堡後，鮑德溫一世加冕成為首位拉丁帝國皇帝。
- 1426年：孟養德多攻佔實皆，成為阿瓦王朝君主。
- 1527年：意大利重要城市佛罗伦萨再度驱逐美第奇家族势力，随后恢复佛罗伦萨共和国。
- 1605年：在一場導致樞機骨折的混戰之後，在羅馬召開的教宗會議選舉嘉民·波格賽為教宗保祿五世。

### 19世紀
- 1804年：拿破仑一世宣布法国为帝国。
- 1843年：超过100多人组成的马车队出发前往美国太平洋西北地区，著名的奧勒岡小徑逐渐确立。
- 1877年：法国总统帕特里斯·麦克马洪罢免支持共和制的总理朱尔·西蒙内阁，引发政治危机。

### 20世紀
- 1916年：英國、法國、俄羅斯三國秘密簽署《賽克斯-皮科協定》，瓜分。
- 1929年：美国电影艺术与科学学院在加利福尼亚州好莱坞举行第一届奥斯卡金像奖的颁奖典礼。
- 1940年：中国抗日战争：在枣宜会战中，中华民国军事将领张自忠于宜城阵亡，被追授为上将，成为二战中國民革命軍阵亡的最高军衔的将领之一。
- 1943年：第二次世界大战期間，英国發明了彈跳炸彈，在投落水面之後，仍然可以向前跳動，將目標摧毀。英國製造這種炸彈目的是要炸毀納粹德國工業臟地帶魯爾區的水壩，這項行動於當日成功完成。25年之後，負責這次轟炸任務的英國軍隊特別邀請發明這種炸彈的韋利斯爵士出席紀念儀式[1]
- 1943年：波兰華沙猶太區起義結束，七千名猶太人遭射殺，二萬二千人被送至集中營
- 1947年：第二次国共内战：孟良崮戰役结束。
- 1947年：臺灣省政府正式成立，魏道明為首任主席。
- 1950年：蔣中正提出“一年准备，两年反攻；三年扫荡，五年成功”。[2]
- 1958年：美国第二通讯社：合众国际社建成。
- 1958年：中國“大跃进”运动全面展开。
- 1960年：美國物理学家西奥多·梅曼在加利福尼亚州馬利布的休斯研究实验室（英语：HRL Laboratories）首次產出光学激光。
- 1961年：讨论和平解决老挝问题扩大的日内瓦会议开始举行。
- 1961年：以朴正熙为首的韩国少壮派军官发动军事政变，成功推翻仅上任9个月的总统尹潽善。
- 1966年：中国共产党中央政治局扩大会议通过并发表《五一六通知》，文化大革命开始。
- 1967年：佛教團體佛光山寺由星雲大師於臺灣高雄市創辦。
- 1969年：苏联空间探测器到达金星，向地球发回有关金星大氣層的数据。
- 1975年：日本登山家田部井淳子擔任女子登山隊副隊長，成為首位登上聖母峰的女性。
- 1975年：錫金根據先前公民投票的結果而取消君主制，隨後併入印度成為其第22個邦。
- 1976年：中正國防幹部預備學校於高雄鳳山成立創校。
- 1979年：中華民國陸軍金門司令部步兵第二四八師上尉連長林毅夫泅泳叛逃至中華人民共和國，中華民國政府隨後對其發布永久通緝令。
- 1981年：宋庆龄被授予中华人民共和国名誉主席称号。
- 1989年：中共中央总书记赵紫阳在国际新闻媒体前向戈尔巴乔夫表示邓小平在中国仍然是“至关重要的”。赵紫阳本无恶意，但邓小平认为赵紫阳将处理学运失当的过错归咎于他，随后邓小平和赵紫阳2个中華人民共和国最高层领导人分裂。
- 1992年：國際佛光會世界總會於美国洛杉矶正式成立。全球會員人數超過六百萬人，全球協會、分會等遍佈五大洲，為全球最大華人社團[來源請求]。
- 1993年：苏莱曼·德米雷尔就任土耳其總統。
- 1995年：奥姆真理教头目麻原彰晃被捕。

### 21世紀
- 2001年：當年5月，禽流感再度襲港，港九新界共有三個街市有近八百隻雞感染H5N1死亡。政府於當日封閉這三個街市的雞檔，銷毀六千幾隻雞。當局強調今次發現的病毒並非1997年導致多人死亡的類型，但是其後禽流感病毒迅速蔓延到多個街市，政府決定分批銷毀全港百幾萬隻雞。
- 2004年：臺灣的《中時晚報》刊出〈維基網路百科，大家一起寫〉[3]，是台灣媒體首次報導维基百科。
- 2005年：當日佛誕，香港長洲太平清醮搶包山復辦。
- 2007年：法国总统希拉克與尼古拉·萨科齐政權交接，萨科齐正式入主爱丽舍宫。
- 2010年：香港立法會地方選區補選，五位發動五區公投的前立法會議員全數在原先的選區當選。

## 出生
- 1611年：教宗依諾增爵十一世，羅馬主教（1689年逝世）
- 1718年：瑪麗亞·加埃塔納·阿涅西，意大利數學家、哲學家（1799年逝世）
- 1788年：弗里德里希·呂克特，德國詩人、翻譯家。（1866年逝世）
- 1801年：威廉·亨利·西華德，美國律師、地產經紀人、政治家，曾任美國國務卿、美國參議員、紐約州州長。（1872年逝世）
- 1821年：帕夫努季·切比雪夫，俄羅斯數學家（1894年逝世）
- 1845年：伊利亞·梅契尼可夫，俄羅斯微生物學家、免疫學家，1908年諾貝爾生理學或醫學獎得主（1916年逝世）
- 1860年：亨利·霍華德·福爾摩斯，美國連環殺手（1896年逝世）
- 1883年：所羅門·烏拉·阿塔，湯加政治人物，第9任湯加首相（1950年逝世）
- 1898年：塔瑪拉·德·藍碧嘉，波蘭裝飾藝術風格畫家（1980年逝世）
- 1909年：玛格丽特·苏利文，美國電影演員、舞者，好莱坞星光大道入選者（1960年逝世）
- 1910年：丘東平，中國作家（1941年逝世）
- 1917年：胡安·魯爾福，墨西哥作家、攝影師（1986年逝世）
- 1919年：釋覺光，香港佛教聯合會主席（2014年逝世）
- 1920年：呂樂，香港警察隊刑事偵緝處前總探長（2010年逝世）
- 1924年：達烏達·賈瓦拉，甘比亞政治人物，首任甘比亞總統（2019年逝世）
- 1925年：南希·羅曼，美國天文學家，被譽為「哈伯之母」（2018年逝世）
- 1928年：比利·馬丁，美國職業棒球運動員（1989年逝世）
- 1937年：羅伯特·B·威爾遜，美國經濟學家，2020年諾貝爾經濟學獎得主
- 1938年：伊凡·蘇澤蘭，美國計算機科學家
- 1942年：佐佐木功，日本歌手、演員、聲優
- 1944年：達娃·德姆，不丹政治人物（2018年逝世）
- 1950年：约翰内斯·贝德诺尔茨，德國物理學家，1987年諾貝爾物理學獎得主
- 1951年：石塚運昇，日本男性聲優（2018年逝世）
- 1953年：北之湖敏滿，日本相撲力士，第55代橫綱（2015年逝世）
- 1953年：，美國男演員
- 1955年：蔣麗芸，前香港立法會議員
- 1955年：黛博拉·温姬，美國女演員
- 1965年：文生·雷根，英國男演員
- 1965年：伊娃·諾加利斯，西班牙裔美國生物物理學家
- 1966年：珍妮·杰克逊，美國女歌手
- 1966年：邁克爾·庫里拉，美國陸軍上將，現任美國中央司令部司令
- 1968年：邱淑貞，香港女演員
- 1969年：塔克·卡森，美國新聞記者
- 1972年：安傑伊·杜達，波蘭政治人物，現任波蘭總統
- 1973年：段奕宏，中國男演員
- 1973年：鳥海浩輔，日本男性聲優
- 1974年：蘿拉·普西妮，意大利女歌手
- 1975年：杜如風，香港節目主持人、製作人及專欄作家
- 1976年：邱琦雯，臺灣女演員
- 1977年：谷祖琳，香港女演員
- 1977年：今井麻美，日本女性聲優
- 1978年：，阿根廷職業足球運動員、教練
- 1979年：李姬珍，韓國女歌手、演員，前女子偶像團體Baby V.O.X成員
- 1980年：張勛傑，臺灣男演員
- 1980年：佐藤朱，日本女性聲優
- 1981年：楊洛婷，香港女藝人
- 1982年：朱智勳，韓國男演員
- 1983年：徐天佑，香港男演員、歌手
- 1983年：南希·阿吉莱姆， 黎巴嫩女歌手
- 1985年：張文采，香港女新聞從業員
- 1985年：大倉忠義，日本男藝人
- 1986年：，美國女演員
- 1986年：橫尾涉，日本男子偶像團體Kis-My-Ft2成員
- 1988年：安普賢，韓國男演員
- 1989年：嚴正嵐，台灣女演員、創作歌手
- 1990年：何澤堯，香港賽馬會自由身騎師
- 1991年：岸信千世，日本政治人物，現任日本眾議院議員
- 1991年：格里戈爾·季米特洛夫，保加利亞職業網球運動員
- 1992年：黛薇卡·霍內，泰國演員、歌手、模特兒
- 1993年：李知恩，韓國女歌手、演員、音樂創作者
- 1993年：約翰內斯·廷內斯·伯，挪威男子冬季兩項運動員
- 1994年：櫻井玲香，日本女子偶像團體乃木坂46成員
- 1995年：渡邊梨加，日本女子偶像團體櫻坂46成員
- 1995年：松岡洋平，日本男性聲優
- 1995年：白承道，韓國男演員
- 1996年：黃慧丹，中國女子體操運動員
- 1996年：施匡翹，香港女歌手
- 1998年：青山渚，日本女性聲優
- 2000年：黃智勇，馬來西亞男子羽球運動員
- 2000年：李埈赫，韓國男子偶像團體MIRAE成員
- 2000年：李始燕，韓國女子樂團QWER成員

## 逝世
- 290年：晋武帝司馬炎，西晋开国皇帝（236年出生）
- 762年：唐肅宗李亨，唐朝皇帝（711年出生）
- 1669年：皮埃特羅·達·科爾托納，義大利雕塑家、建築師、畫家（1596年出生）
- 1703年：夏爾·佩羅，法國詩人、作家（1628年出生）
- 1916年：馬克斯·雷格，德國作曲家、鋼琴家（1873年出生）
- 1926年：穆罕默德六世，鄂圖曼帝國末代蘇丹（1861年出生）
- 1940年：张自忠，中華民國國軍將軍（1891年出生）
- 1924年：布罗尼斯拉夫·马林诺夫斯基，波蘭人類學家（1884年出生）
- 1943年：大錦大五郎，日本相撲力士，第28代橫綱（1883年出生）
- 1947年：張靈甫，中華民國國軍將軍（1903年出生）
- 1953年：尼古拉·勒代斯庫，羅馬尼亞陸軍軍官、政治家（1874年出生）
- 1959年：威廉·哈蒙德·萊特，美國天文學家（1871年出生）
- 1982年：亨利·方达，著名电影演员（1905年出生）
- 1997年：汪曾祺，中國著名作家（1920年出生）
- 2002年：馮秉芬，前香港行政立法兩局議員（1910年出生）
- 2003年：馬克·麥考馬克，美國律師、體育經紀人、作家（1930年出生）
- 2012年：邱永漢，臺灣旅日作家、實業家、經濟評論家，臺灣「永漢日語」及《財訊》雜誌創辦人（1924年出生）
- 2019年：貝聿銘，華裔美籍建築師，1983年普利茲克獎得主，被譽為「現代主義建築的最後大師」（1917年出生）
- 2020年：鍾肇政，臺灣作家，小說《魯冰花》作者（1925年出生）
- 2024年：達布尼·柯曼，美國男演員（1932年出生）

## 节假日和习俗
- 國際光日
- 國際和平共處日
- 马来西亚：教師節